# Oratorio della Dottrina Cristiana

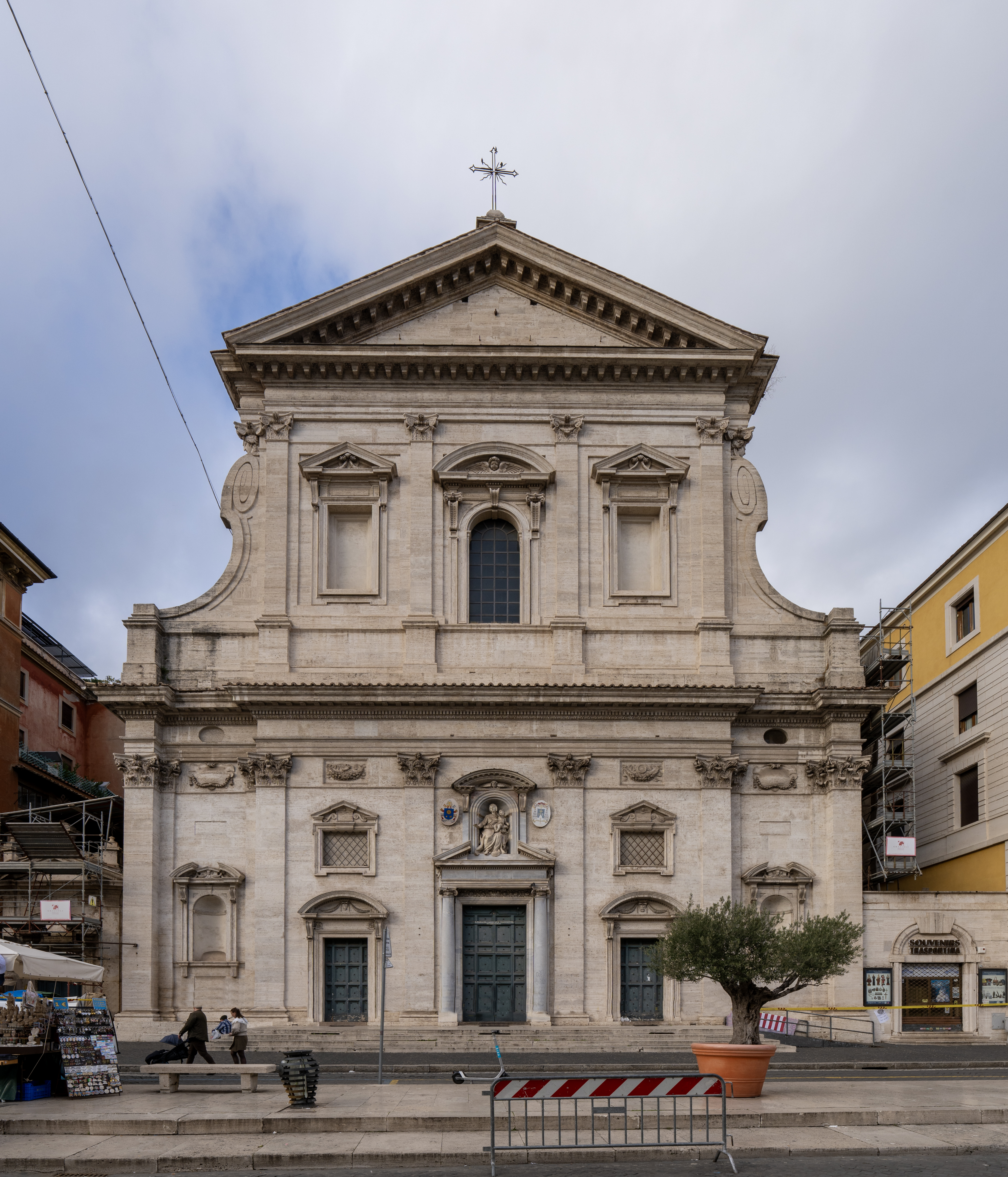
Vista de Santa Maria in Traspontina com o oratório à esquerda, ao longo do Vicolo del Campanile.

Oratorio della Dottrina Cristiana é um oratório rocoó localizado na esquina da Via della Conciliazione com o Vicolo del Campanile, no rione Borgo de Roma, à direita da igreja de Santa Maria in Traspontina.

## História

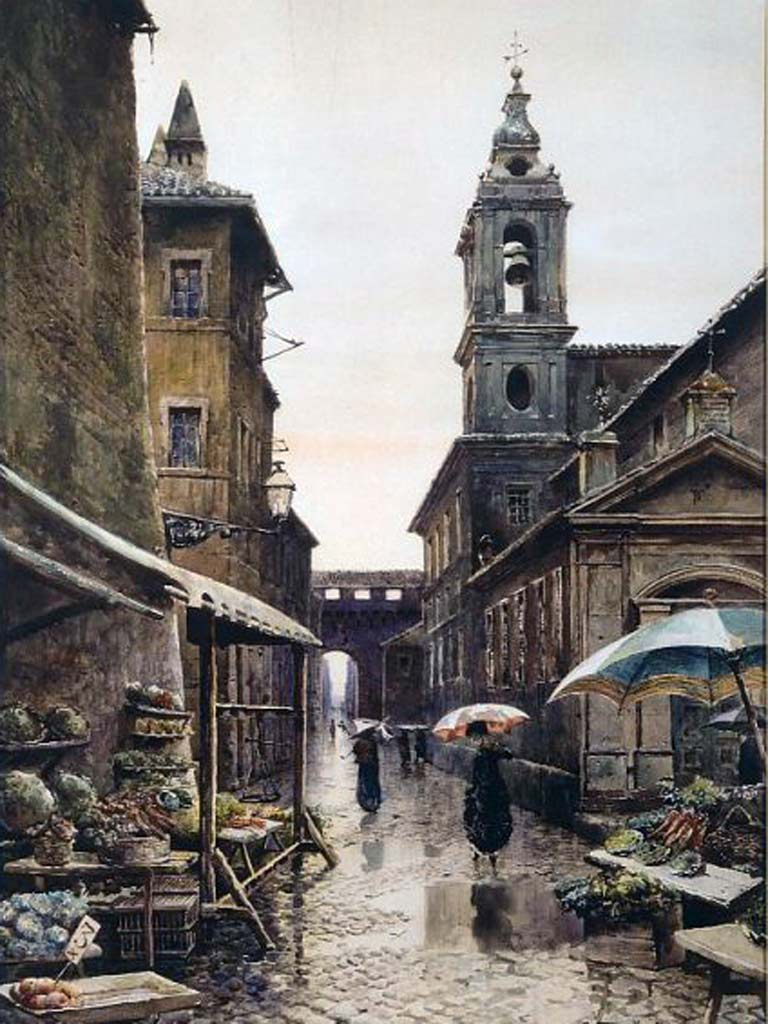
Aquarela de Ettore Roesler Franz (1880) mostrando o Vicolo e o oratório.

Este pequeno oratório foi construído entre 1714 e 1715 pelo cardeal Giuseppe Sacripante, que aceitou a ideia do pároco Gioacchino Maria Oldo de criar uma instituição dedicada à instrução religiosa dos habitantes do Borgo. Ele encarregou o seu arquiteto pessoal a obra, Nichola Michetti. A fachada é coroada por um frontão triangular com três baixos finiais além de uma arquitrave sobre o portal, que é do final do século XVIII. Ali está uma inscrição com os seguintes dizeres: "Non cesses fili audire doctrinam" ("Filho, não deixes de ouvir a doutrina"). 

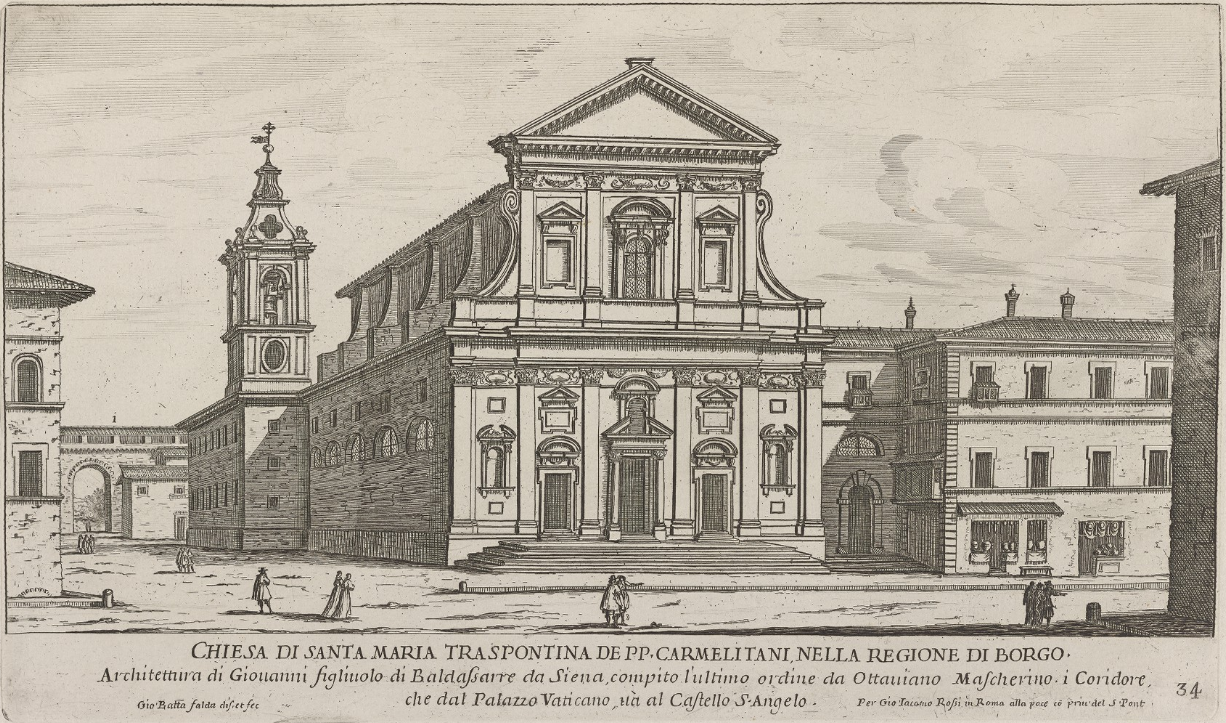
Nesta gravura de Giovanni Battista Falda (1667-1669), o oratório ainda não havia sido construído, o que permite visualizar o formato estreito e alongdo do edifício.

O interior é retangular com uma nave longa e estreita coberta por uma abóbada de berço e terminada numa abside semicircular. A decoração interna conta com obras de Giovanni Conca nas paredes ("Sagrada Família e Santos", "Morte de São José", "Santa Maria Madalena de Pazzi" e "Crucificação") e no teto ("Virgem e o Menino com Santos"). A peça de altar do altar-mor é "Jesus ensinando" de Luigi Garzi. Ali está também a "Apoteose de Santo Alberto" de Carlo Maratta.
A igreja hoje é dirigida pelos carmelitas descalços e utilizada para encontros e ensino do catecismo.